# Acmadenia bodkinii
Acmadenia bodkinii är en vinruteväxtart som först beskrevs av Rudolf Schlechter, och fick sitt nu gällande namn av P.Arne K. Strid. Acmadenia bodkinii ingår i släktet Acmadenia och familjen vinruteväxter. Inga underarter finns listade i Catalogue of Life.